# Vigilanza privata
La vigilanza privata è l'attività, posta in essere da persone o da enti preposti che operano nel campo della sicurezza privata, a tutela di beni - mobili o immobili - persone e/o enti giuridici. L'attività, svolta da soggetti di diritto privato, è diversamente regolamentata dai vari ordinamenti giuridici nazionali, per cui la disciplina varia nei diversi Stati del mondo.

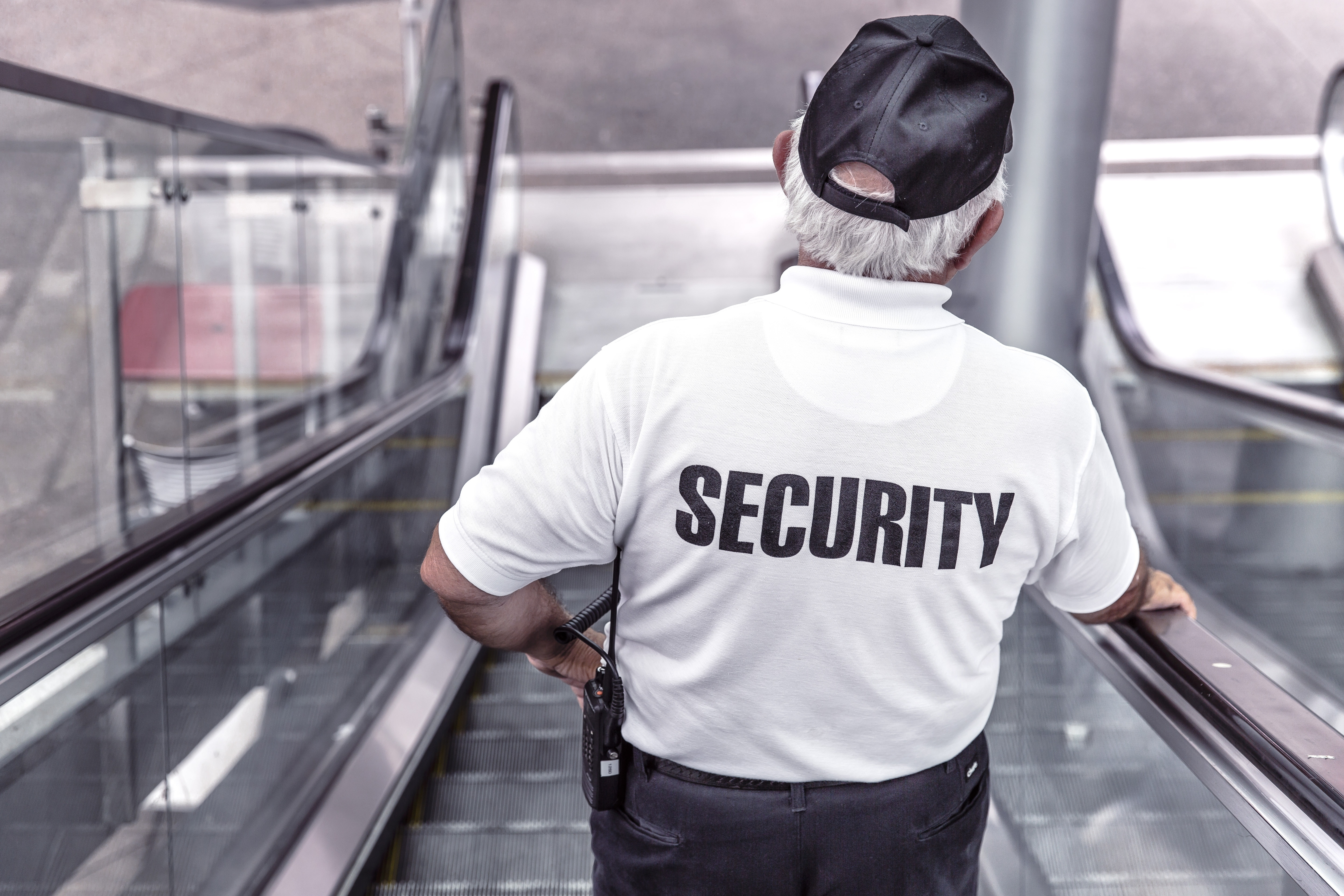
Operatore di vigilanza privata in servizio.

## Storia

### Età antica
Nella Roma antica, nel III secolo a.C. esisteva una particolare istituzione denominata "Ufficio degli Edili". Infatti, mentre il Senato indicava la politica di Roma, i consoli, i pretori e i censori avevano varie di carattere soprattutto amministrativo,  e i questori erano magistrati delle  l'Ufficio degli Edili soprassedeva esclusivamente alla vigilanza sulla vita economica e religiosa ed attuava la prevenzione custodendo i beni dei cives romani e della collettività.
Era costituito da quattro capi, detti appunto Edili, eletti dal Senato; essi avevano ai loro ordini delle guardie, dette Praefecti Nocturni, costituenti una particolare milizia  assoggettata alle sfere militari proprie, ma esclusivamente impegnata per la vigilanza e custodia dei beni pubblici e privati. Le guardie alla dipendenza degli edili, potevano arrestare i delinquenti ed avevano l'obbligo di far rispettare leggi ed editti. Nelle case degli edili poi potevano essere custoditi beni e valori anche dei privati.
Dopo la caduta della Roma repubblicana e del successivo impero, bisogna arrivare sino all'alto medioevo per ritrovare organismi.

### Medioevo ed età moderna
Al tempo dei comuni, che vedeva la città cinta da mura, vennero costituite le milizie cittadine. Tale milizia, in periodo di pace, veniva esclusivamente impiegata per la vigilanza e la custodia dei beni dei cittadini che si svolgeva soprattutto di notte e durante i mercati urbani ed extraurbani, sotto il controllo del console o del podestà.
Nel periodo dei comuni, alle corporazioni, che rappresentavano alcune categorie di cittadini che svolgevano la stessa arte o mestiere, venne anche concesso di costituire corpi autonomi di milizia urbana, stipendiati e gestiti dalle stesse corporazioni. Queste milizie avevano il compito di proteggere esclusivamente gli interessi degli appartenenti alla corporazione. La scomparsa dei comuni non decretò la fine di queste figure che continuarono ad esistere e a svolgere i loro compiti di vigilanza sotto svariate forme.

### Età contemporanea

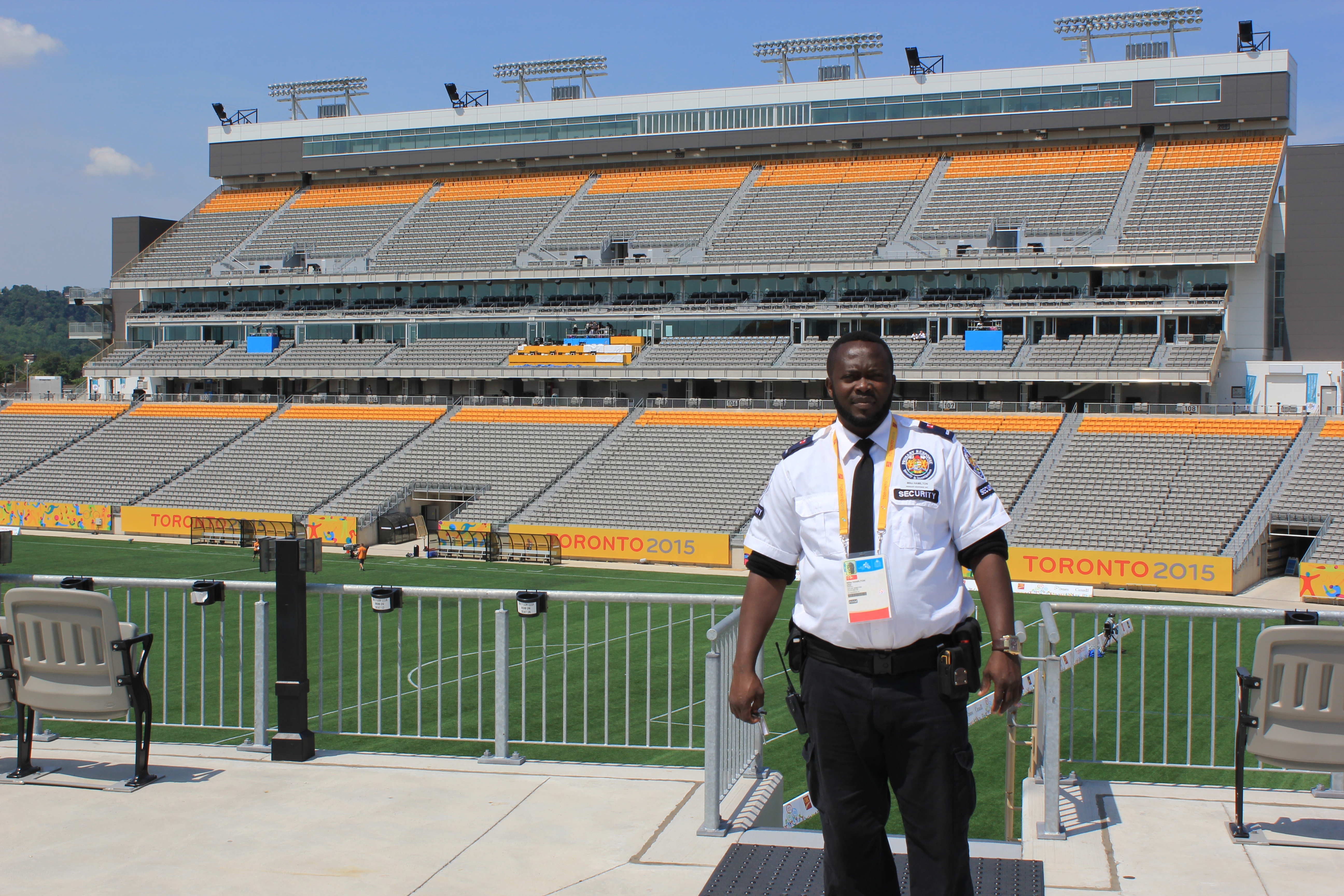
Addetto alla sicurezza presso in impianto sportivo nella città di Hamilton (Canada).

In età contemporanea l'attività è svolta da imprese o privati, in possesso di determinati requisiti a seconda delle legislazioni nazionali, che possono operare anche in più Stati del mondo.

## Tipologie di servizi ascrivibili

### Custodia

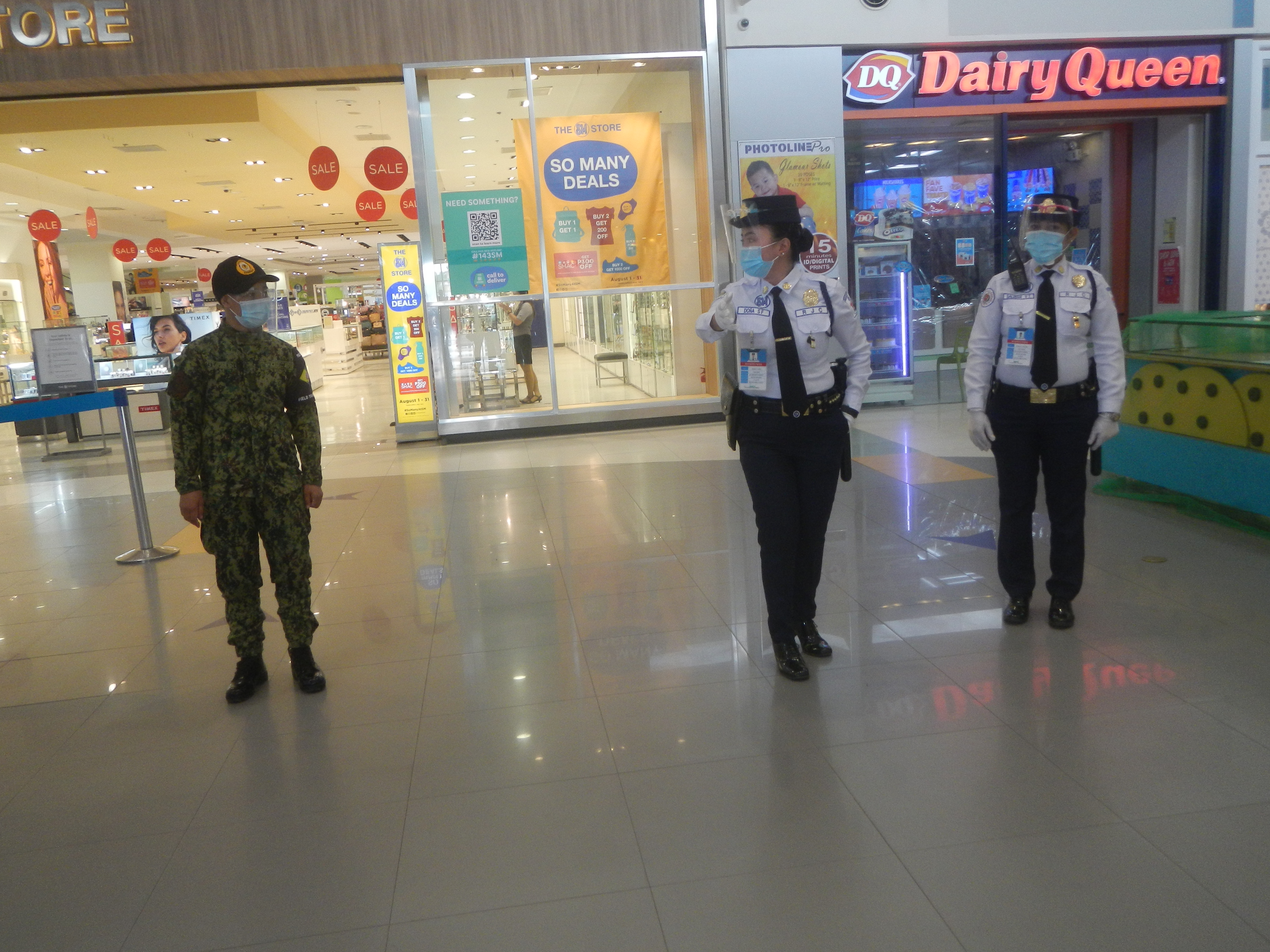
Operatori di sicurezza in Baliuag.

Il servizio di custodia di beni e valori svolto generalmente in locali appositi - come ad esempio nel caveau di un istituto di vigilanza - solitamente dotato di porta blindata e rivolto alla custodia di danaro, oggetti preziosi, come quadri d'autore, documenti, opere d'arte, in generale tutto ciò che richieda una custodia, per un certo lasso di tempo, anche per un anno intero. In genere i settori caveau possono essere inoltre attrezzati anche per la custodia specializzata di pellicce.

### Localizzazione satellitare
Il servizio si avvale di tecnologie GPS (sistema di posizionamento globale) per la localizzazione satellitare a distanza dei mezzi in movimento sul territorio.
Ciò permette azioni in tempo reale nella gestione del mezzo, monitorandone il percorso, eseguendo controlli e inviando comandi. Il servizio è richiesto, ad esempio, di possessori di autovetture di valore, dalle imprese per il monitoraggio in tempo reale della posizione dei propri mezzi, da società di trasporto valori, autobus, ecc.
Il sistema prevede l'installazione sul mezzo da monitorare di un dispositivi dotati di tecnologie:
- GPS per rilevare il posizionamento
- di telecomunicazioni con la centrale operativa, per il telecontrollo, la telegestione e la messaggistica (GSM, UMTS).

### Piantonamento

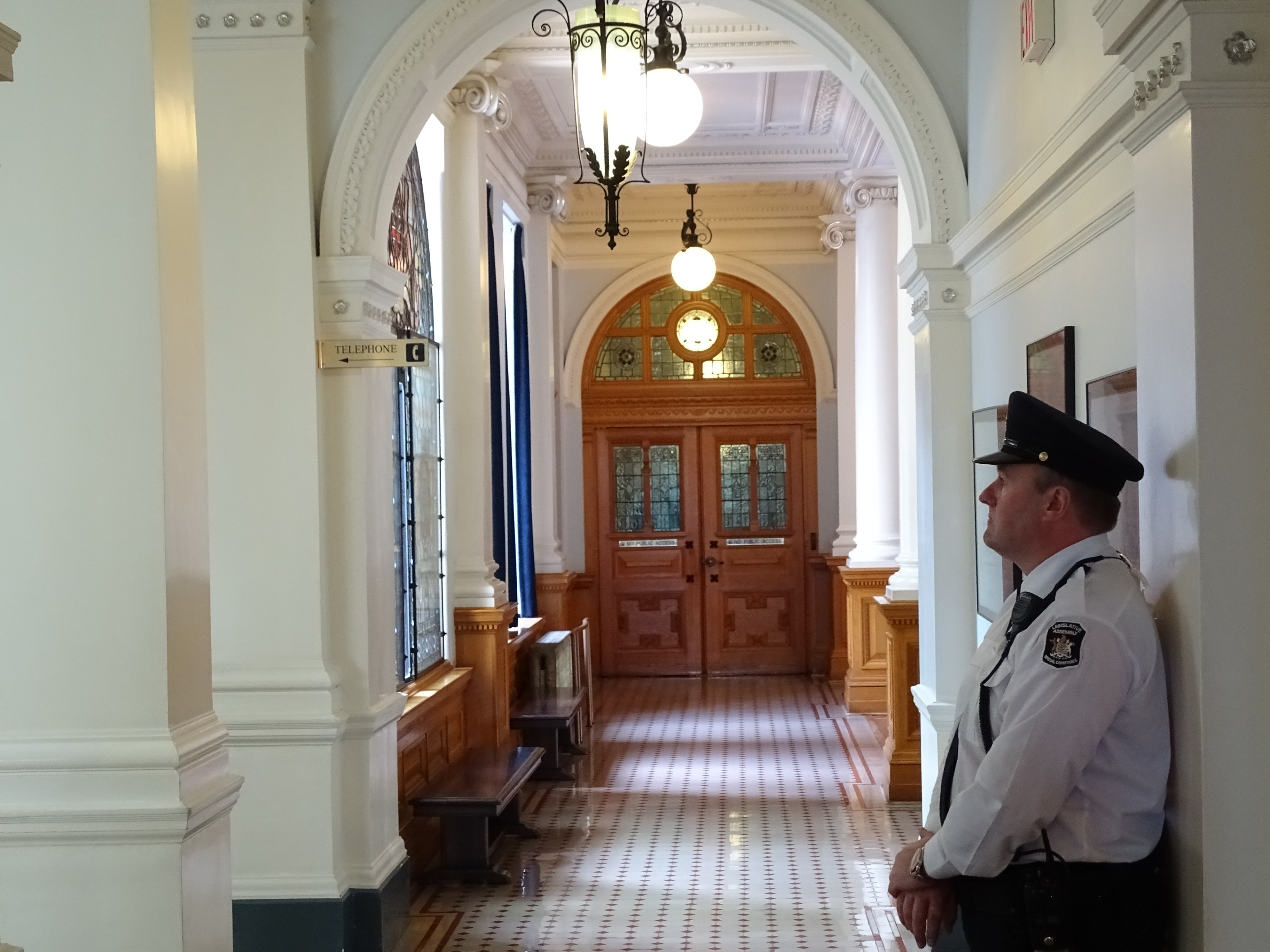
Guardia in piantonamento presso la città di Victoria (Canada).

Il servizio di piantonamento consiste nel presidio di un obiettivo da parte di una o più guardie, tipicamente in uniforme, talvolta dotate di protezione antiproiettile e armate (se si tratta di un "servizio antirapina"), usualmente collegate in modo costante con la centrale operativa. 
Destinatari di questo tipo di servizio sono ad esempio gli enti pubblici e le aziende, gli istituti di credito e le abitazioni private.
Il piantonamento può essere:
- diurno
- notturno
- temporaneo per brevi periodi

Il servizio di piantonamento viene richiesto per i luoghi dove esista un rischio continuativo, ad esempio, nella sorveglianza degli accessi ai locali soggetti a rapine, ed è tipicamente richiesto per la vigilanza di locali, anche negli orari di apertura al pubblico.

### Sala conta
Attività destinataria della quale sono soprattutto gli istituti di credito, distributori automatici e i centri commerciali. Il denaro che viene prelevato dalla sede del cliente, oltre ad essere semplicemente custodito dall'Istituto di vigilanza privata, (solitamente nel caveau), viene anche ricontato, verificato e, solitamente, confezionato secondo le istruzioni che solitamente il cliente impartisce.

### Teleallarme
Consiste nell'installazione e affiancamento di un apparato elettronico trasmittente nella banda VHF/GSM/GPRS/IP (cosiddetto teleallarme o ponte radio) presso un insediamento, un negozio, un'abitazione, in genere in abbinamento con un impianto antintrusione già presente e secondo canoni normativi appropriati è  connesso  con la sala operativa di un istituto di vigilanza privata, in modo da consentire un intervento nei casi di allarme: infatti alla ricezione di un segnale d'allarme da parte della centrale dell'istituto viene inviata in loco in tempo reale una pattuglia di pronto intervento.
Le eventuali operazioni di controllo concordate vengono attuate dal personale dell'istituto in modo programmato o manuale:
- in modo programmato, vengono effettuati controlli con ripetizione ciclica variabile e ad orari prefissati, secondo le esigenze dettate dall'ubicazione e dal rischio del sito da controllare;
- in modo manuale: possono essere effettuate verifiche manuali, che danno le stesse informazioni circa lo stato degli impianti d'allarme, collegamento alle periferiche, attivazioni accensione e spegnimento di macchine, apertura e chiusura di cancelli o finestre, attivazione e disattivazione di centrali e impianti di riscaldamento, ecc.

Per tutte le operazioni di controllo e attivazione in genere possono essere fornite, a richiesta, le stampe documentali sia periodica che saltuaria.

### Telesoccorso
Servizio simile al teleallarme, ma con l'utilizzo di apparati tecnologici finalizzato a segnalazione di soccorso. Il servizio viene espletato mediante un combinatore telefonico installato presso l'abitazione della persona cui è rivolto il servizio, o in alternativa da una periferica radio monodirezionale nel caso in cui la persona sia sprovvista di linea telefonica, collegata con la centrale operativa dell'istituto di vigilanza. Il combinatore o la periferica veniva sollecitata dal radiocomando in dotazione dalla persona che si trovi in condizione di necessità mediante la semplice pressione del pulsante in modo da inviare all'istituto il messaggio di soccorso.
Il centro operativo al momento della ricezione del segnale di una richiesta di assistenza visualizza sul monitor del computer dedicato al servizio i dati caratteristici del richiedente con tutte le informazioni: luogo allarme, eventuali patologie pregresse e attuali, terapie da seguire e recapiti telefonici di familiari, il tutto come da specifiche di accordo per il servizio richiesto.

### Trasporto valori

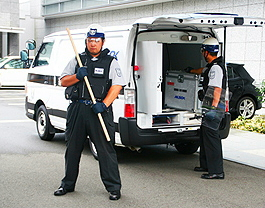
Guardie di sicurezza privata giapponesi durante un'operazione di trasporto valori

Si tratta in genere di un servizio di trasporto e scorta e di documenti, valori o oggetti vari degni di tutela effettuato da personale generalmente armato e munito di giubbotto antiproiettile. Il servizio è svolto con mezzi blindati con dotazioni e prescrizioni specifiche ove previsto dalla legge (ad esempio dal tipo di blindatura alle protezioni attive e passive, ai collegamenti radio satellitari e dai servizi speciali di scorte).

### Vigilanza ispettiva
Consiste sostanzialmente in una visita ispettiva che prevede un intervento dinamico del personale dell'istituto presso un determinato obiettivo da controllare.
È servizio generalmente svolto in ore notturne. Nell'arco di un turno di lavoro il servizio ispettivo di zona è eseguito per più clienti e consiste nell'ispezione saltuaria dei loro rispettivi negozi, uffici pubblici e privati, attività commerciali piccole, medie e grosse.
Il numero di ispezioni per ciascun cliente viene stabilito da contratto. Durante l'ispezione, il personale effettua di norma un controllo generale e, soprattutto, controlla gli ingressi dei locali, nonché porte, infissi esterni, e finestre degli stessi. Se ciò non fosse gli addetti informano immediatamente via radio la propria centrale per chiedere gli opportuni interventi da parte delle forze di polizia.
Solitamente il personale, lascia come riscontro del passaggio un bigliettino o un adesivo con il logo/simbolo dell'istituto, uno ad ogni passaggio. In alternativa il servizio può essere documentato mediante la punzonatura di orologi di controllo posizionati in determinati punti del luogo da ispezionare, per testimoniare il passaggio della pattuglia.
È un utilizzato per sorvegliare aree circoscritte, facilmente accessibili, mentre risulta poco efficace per luoghi ove è custodita della merce facilmente trasportabile, o spazi difficilmente ispezionabili.

### Videosorveglianza
È un sistema di monitoraggio utile nei casi di rilevazione o segnalazione di situazioni di emergenza, che avviene tipicamente attraverso l'uso di telecamere, collegate alla centrale operativa dell'istituto di vigilanza privata. Ciò consente in modo pratico e concreto di valutare la sussistenza di eventuali pericoli, in quanto oltre alle normali segnalazioni vengono analizzate le immagini che giungono dall'area interessata dall'allarme.
In caso di ricezione di segnalazione d'allarme, le centrali dell'istituto in contatto radio con la pattuglia intervenuta sul sito in allarme, ha la possibilità di guidare i controlli fornendo indicazioni utili e necessarie ad effettuare l'ispezione in massima sicurezza. Ove richiesto e previsto dalla legge le registrazioni delle immagini utili a costruire un'adeguata documentazione disponibile sono fornite alle forze di polizia per le indagini del caso.

## Nel mondo

### Italia
L'attività vigilanza privata viene svolta da figure denominate guardie particolari giurate, in possesso di determinati requisiti previsti dalla legge, direttamente o per il tramite di Istituti di vigilanza privata. 
Il decreto-legge 12 luglio 2011, n. 107, convertito in legge 2 agosto 2011, n. 130, ha inoltre sancito la possibilità di impiegare tali guardie su navi della marina mercantile italiana, sia a bordo che sulla terraferma, a tutela dell'imbarcazione stessa e del carico trasportato demandando la specifica disciplina alla decretazione ministeriale, contemplando le modalità di detenzione e trasporto delle armi sia a bordo della nave che sulla terraferma; nello specifico la disciplina è prevista dal D.M. 7 novembre del 2019, n. 1
L'11 marzo 2019 è stata pubblicata la prassi UNI/PdR 54, di riferimento normativo "Sicurezza privata - Mappatura delle attività degli operatori della vigilanza (sicurezza complementare/sussidiaria), sicurezza ausiliaria, servizi di controllo/stewarding e investigazioni”, redatta dall'Ente italiano di normazione in collaborazione con l'associazione di categoria degli operatori di sicurezza sussidiaria.